# Suzuka
Suzuka (鈴鹿市 -shi) é uma cidade japonesa localizada na província de Mie.
Em 2003 a cidade tinha uma população estimada em 189 902 habitantes e uma densidade populacional de 975,51 h/km². Tem uma área total de 194,67 km².
A população de estrangeiros é de 8.232, sendo 3.578 brasileiros. Recebeu o estatuto de cidade a 1 de Dezembro de 1942.

Suzuka na província de Mie

A cidade é famosa pelo autódromo Suzuka Circuit, que sediou o GP do Japão de Formula 1 entre 1987 e 2006, retornando em 2009 após dois anos de ausência do calendário oficial, mantendo-se até os dias atuais.